# تیم ملی والیبال مردان صربستان
تیم ملی والیبال مردان صربستان یک تیم والیبال متشکل از مردان والیبالیست کشور صربستان است که به نمایندگی از این کشور در مسابقات بین‌المللی حاضر می‌شود. صربستان با ۱۶ دوره حضور در لیگ جهانی به مقام قهرمانی نرسید ولی با در اختیار داشتن ۴ نایب قهرمانی و ۴ مقام سومی و بارها حضور در مرحله نهایی و مدال طلا و نقره المپیک و چندین مقام قهرمانی در اروپا از قدرتمندترین تیم‌های والیبال در جهان است.